# Dekret pochwalny
Dekret pochwalny (łac. decretum laudis) – dokument, na mocy którego zgromadzenie zakonne otrzymuje pierwsze zatwierdzenie Stolicy Apostolskiej i staje się zgromadzeniem na prawie papieskim. Różni się od dekretu aprobacyjnego. 
Dekretu pochwalnego udziela się, o ile zgromadzenie zakonne od chwili zatwierdzenia przez ordynariusza miejsca rozwinęło się, wykazało działalność apostolską oraz zachowało karność zakonną. Dekret pochwalny daje zakonnej wspólnocie stabilizację i większą autonomię w Kościele. 